# Whiteman Air Force Base

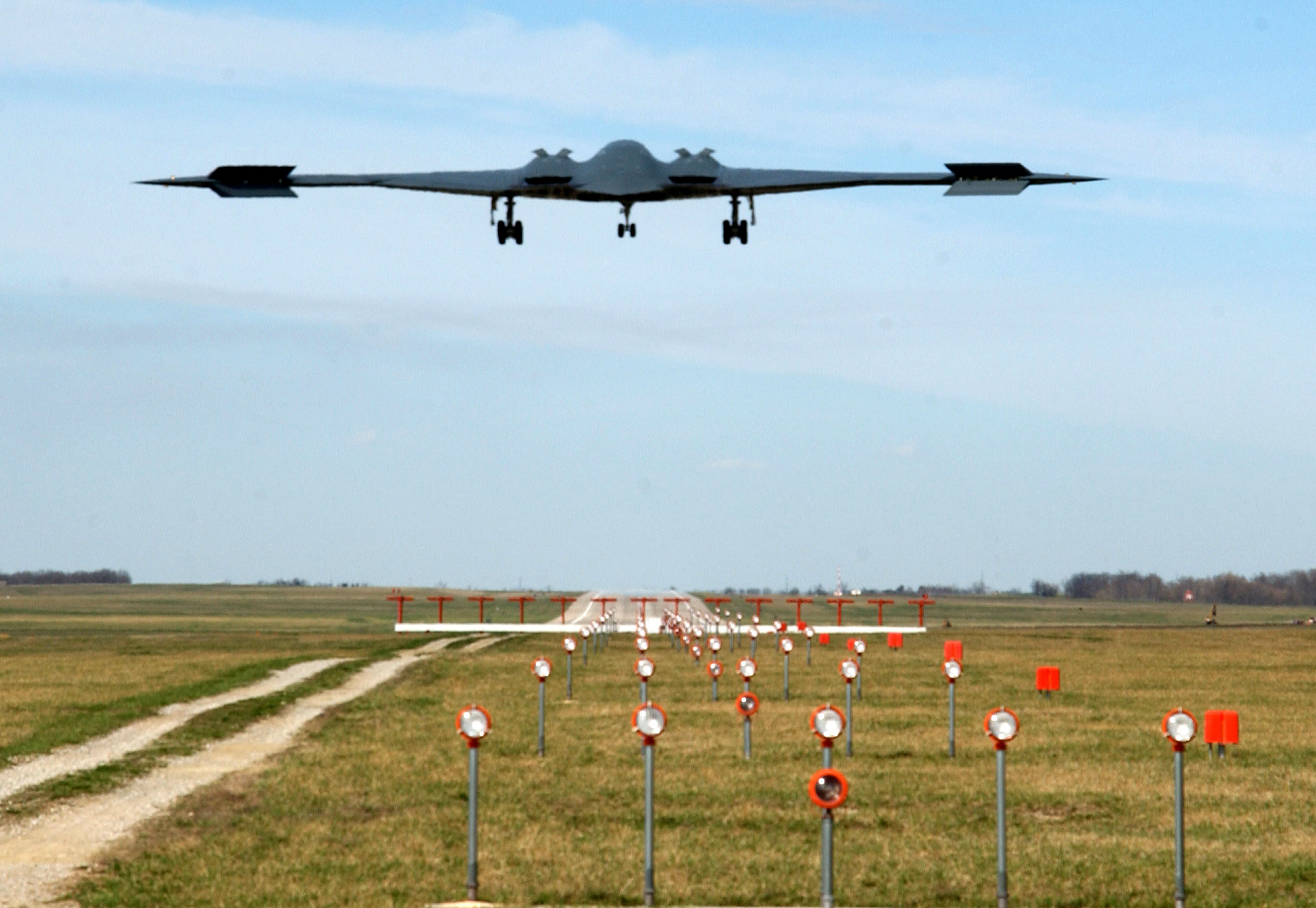
Bombowiec B-2 lądujący w bazie Whiteman

Whiteman Air Force Base – baza Sił Powietrznych Stanów Zjednoczonych, zlokalizowana 3,2 km na południe od miasta Knob Noster w stanie Missouri, około 110 km na południowy wschód od miasta Kansas City. 
Głównym związkiem taktycznym znajdującym się na terenie bazy jest 509 Skrzydło Bombowe (509th Bomb Wing) wyposażone w bombowce strategiczne Northrop B-2 Spirit. Ponadto na terenie bazy stacjonują samoloty Fairchild A-10 Thunderbolt II, Northrop T-38 Talon oraz śmigłowce Boeing AH-64 Apache.